# Condado de Deschutes
El condado de Deschutes es uno de los 36 condados del estado de Oregón, Estados Unidos. La sede del condado es Bend, al igual que su mayor ciudad. El condado tiene un área de 7.912 km² (de los cuales 95 km² están cubiertos por agua) y una población de 115.367 habitantes, para una densidad de población de 15 hab/km² (según censo nacional de 2000). Este condado fue fundado en 1916.

## Geografía

### Condados adyacentes
- Condado de Jefferson - (norte)
- Condado de Crook - (este)
- Condado de Harney (sureste)
- Condado de Klamath - (sur)
- Condado de Lake - (sur)
- Condado de Lane - (oeste)
- Condado de Linn - (noroeste)

## Demografía
Para el censo de 2000, había 115.367 personas, 45.595 cabezas de familia, y 31.962 familias residiendo en el condado. La densidad de población era de 38 habitantes por milla cuadrada.
La composición racial del condado era:
- 94,85% blancos
- 0,19% negros o negros americanos
- 0,83% nativos americanos
- 0,74% asiáticos
- 0,07% isleños
- 1,36% otras razas
- 1,96% de dos o más razas.

Había 45.595 cabezas de familia, de las cuales el 32,10% tenían menores de 18 años viviendo con ellas, el 58,00% eran parejas casadas viviendo juntas, el 8,50% eran mujeres cabeza de familia monoparental (sin cónyuge), y 29,90% no eran familias.
El tamaño promedio de una familia era de 2,91 miembros.
En el condado el 24,80% de la población tenía menos de 18 años, el 7,80% tenía de 18 a 24 años, el 28,60% tenía de 25 a 44, el 25,70% de 45 a 64, y el 13,10% eran mayores de 65 años. La edad promedio era de 38 años. Por cada 100 mujeres había 98,70 hombres. Por cada 100 mujeres mayores de 18 años había 97,00 hombres.

## Economía
Los ingresos medios de una cabeza de familia del condado eran de USD$41.847 y el ingreso medio familiar era de $48.403. Los hombres tenían unos ingresos medios de $34.070 frente a $25.069 de las mujeres. El ingreso per cápita del condado era de $21.767. El 6,30% de las familias y el 9,30% de la población estaban debajo de la línea de pobreza. Del total de gente en esta situación, 10,40% tenían menos de 18 y el 6,10% tenían 65 años o más.

## Localidades

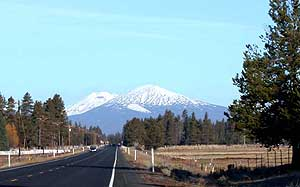
Vista de las Cascadas cerca de La Pine.

### Ciudades
- Bend
- La Pine
- Redmond
- Sisters

### Lugares designados por el censo y áreas no incorporadas
| - Alfalfa - Black Butte Ranch - Brothers - Cline Falls - Cloverdale - Deschutes - Deschutes River Woods - Elk Lake - Hampton | - Millican - Plainview - Prineville Junction - Pronghorn - Seventh Mountain - Shevlin - Sunriver - Terrebonne - Tetherow - Three Rivers - Tumalo |